# Erannis pseudobicolor
Erannis pseudobicolor là một loài bướm đêm trong họ Geometridae.